# Cinelli-OPD
Cinelli-OPD war ein San-marinesisches Radsportteam.
Die Mannschaft wurde 2007 unter dem Namen Cinelli-Endeka-OPD mit einer UCI-Lizenz als Continental Team gegründet und nahm hauptsächlich an Rennen der UCI Europe Tour teil. Als Sportliche Leiter fungierten Simone Mori, Simone Biasci und Antonio Cibei.
Die Mannschaft ging aus dem serbischen Continental Team Endeka hervor. 2008 stieg der Sponsor Endeka aus und engagierte sich beim Team Nippo-Endeka. Für die Saison 2009 erhielt das Team keine Lizenz und löste sich auf.  
Der ehemalige Hauptsponsor Cinelli ist ein Hersteller von Fahrradteilen. Endeka ist eine Versicherung.

## Saison 2008

### Erfolge in den Continental Circuits
Bei den Rennen des Continental Circuits gelangen dem Team nachstehende Erfolge.
| Datum             | Rennen                                  | Fahrer               |
| ----------------- | --------------------------------------- | -------------------- |
| 14. März          | 1. Etappe Istrian Spring Trophy         | Ivan Fanelli         |
| 30. Mai           | 1a. Etappe Tour du Maroc                | Alexei Schtschebelin |
| 30. Mai           | 1b. Etappe Tour du Maroc                | Ivan Fanelli         |
| 2. Juni           | 4. Etappe Tour du Maroc                 | Alexei Schtschebelin |
| 4. Juni           | 6b. Etappe Tour du Maroc                | Jesús Perez          |
| 5. Juni           | 7. Etappe Tour du Maroc                 | Alexei Schtschebelin |
| 30. Mai – 5. Juni | Gesamtwertung Tour du Maroc             | Alexei Schtschebelin |
| 16. Juni          | 6. Etappe Circuito Montañés             | Alexei Schtschebelin |
| 11.–17. Juni      | Gesamtwertung Circuito Montañés         | Alexei Schtschebelin |
| 15. September     | 3. Etappe Vuelta Mexico                 | Ivan Fanelli         |
| 9. Oktober        | 3. Etappe Clásico Ciclístico Banfoandes | Juan Pablo Dotti     |
| 13. Oktober       | 8. Etappe Clásico Ciclístico Banfoandes | Manuele Spadi        |

### Zugänge – Abgänge
| Zugänge                     | Team 2007                     | Abgänge                   | Team 2008              |
| --------------------------- | ----------------------------- | ------------------------- | ---------------------- |
| Manuele Spadi               | Ceramica Flaminia             | Gianluca Coletta          | Ceramica Flaminia      |
| Serhij Matwjejew            | Ceramiche Panaria-Navigare    | Jauhen Sobal              | Tinkoff Credit Systems |
| Anton Mindlin               | Tinkoff Credit Systems        | Stefan Christow           | Team Nippo-Endeka      |
| Fabio Ciccarese             | Boyaca Es Para Vivirla-Marche | Giordano Montanari        | Team Nippo-Endeka      |
| Cameron Wurf                | Priority Health-Bissell       | Igor Pugaci               | Karriereende           |
| Bálint Szeghalmi            | Team Cornix                   | Vladimir Smirnov          | Karriereende           |
| Valentino Carriero          | Neoprofi                      | Alexander Baschenow       | Unbekannt              |
| Andrij Pryschtschepa        | Neoprofi                      | Maksym Rudenko            | Unbekannt              |
| Romas Sinicinas (ab 01.06.) | Amore & Vita-McDonald's       | Juan David Torres         | Unbekannt              |
| Lorenzo Bernucci (ab 06.09) | Dopingsperre                  | Cameron Wurf (bis 08.05.) | Team Volksbank         |

### Mannschaft
| Name                 | Geburtstag         | Nationalität | Team 2009                      |
| -------------------- | ------------------ | ------------ | ------------------------------ |
| Lorenzo Bernucci     | 15. September 1979 | Italien      | L.P.R. Brakes-Farnese Vini     |
| Valentino Carriero   | 29. Februar 1984   | Italien      |                                |
| Gianluca Cavalli     | 12. März 1978      | Italien      | Team Piemonte                  |
| Fabio Ciccarese      | 19. November 1980  | Italien      |                                |
| Juan Pablo Dotti     | 24. Juni 1984      | Argentinien  | Aerocat/Latino Cycling Team    |
| Alfonso Falzarano    | 15. April 1976     | Italien      |                                |
| Ivan Fanelli         | 13. Oktober 1978   | Italien      |                                |
| Oleksandr Kwatschuk  | 23. Juli 1983      | Ukraine      | ISD                            |
| Serhij Matwjejew     | 29. Januar 1975    | Ukraine      | ISD                            |
| Anton Mindlin        | 9. Juli 1985       | Russland     | Caixanova                      |
| Jesús Perez          | 15. Juli 1984      | Venezuela    | Alcaldia Bolivarina de Jiménez |
| Andrij Pryschtschepa | 18. Mai 1982       | Ukraine      |                                |
| Alexei Schtschebelin | 13. Juli 1981      | Russland     | SP. Tableware-Gatsoulis Bikes  |
| Romas Sinicinas      | 25. November 1984  | Litauen      |                                |
| Manuele Spadi        | 19. Oktober 1981   | Italien      |                                |
| Bálint Szeghalmi     | 16. September 1980 | Ungarn       | Tusnad Cycling Team            |

## Platzierungen in UCI-Ranglisten
UCI Africa Tour
| Saison | Mannschaftswertung | Fahrerwertung              |
| ------ | ------------------ | -------------------------- |
| 2008   | 7.                 | Alexei Schtschebelin (11.) |

UCI America Tour
| Saison | Mannschaftswertung | Fahrerwertung |
| ------ | ------------------ | ------------- |
| 2007   | 14.                |               |
| 2008   |                    |               |

UCI Oceania Tour
| Saison | Mannschaftswertung | Fahrerwertung |
| ------ | ------------------ | ------------- |
| 2008   | 15.                |               |